# ジョヴァンニ・ブオナベントゥーラ・ヴィヴィアーニ
ジョヴァンニ・ブオナベントゥーラ・ヴィヴィアーニ（Giovanni Buonaventura Viviani, 1638年7月15日 - 1693年頃）は、イタリアの作曲家、ヴァイオリニスト。

## 生涯
フィレンツェ出身。1656年からインスブルックのハプスブルク家（チロル大公家）の宮廷にヴァイオリニストに仕えた。チロル大公家が断絶するとハプスブルク本家に仕え、インスブルックの宮廷楽長を務め、貴族に上げられた。1678年、ヴェネツィアで自作のオペラ『アステュアゲス』を上演し、ローマではサン・マルチェッロ教会でベルナルド・パスクィーニとアルカンジェロ・コレッリとともにオラトリオ上演の監督を務めた。1678年から1682年にかけて、ナポリの劇場で音楽監督を務め、自作のオペラやオラトリオを上演した。1683年、ビジニャーノで宮廷楽長となった。1687年から1692年までピストイアの大聖堂で楽長を務めた。

## 作品
作品のうちオペラやカンタータはアントニオ・チェスティのスタイルによっており、インスブルックの宮廷で師事した可能性がある。他に奇想曲やソナタなどの器楽作品もあるが、イタリア様式によっている。

## 文献
- Herbert Seifert. The New Grove Dictionary of Opera, edited by Stanley Sadie (1992). ISBN 0-333-73432-7 and ISBN 1-56159-228-5